# 하동-산청 회장암체
하동-산청 회장암체(Hadong-Sancheong Anorthosite Complex, 河東-山淸 회장암體)는 대한민국 경상남도 하동군~산청군 지역, 영남 육괴 내 하동군 북천면 직전리에서 산청군 생초면 구평리까지 남-북 방향으로 발달하는 연장 45 km, 폭 2~10 km 규모의 원생대 지괴(massif)형 회장암 복합체이다. 대한민국의 유일한 선캄브리아기 회장암인 하동-산청 회장암체 내에는 약 870만 톤의 타이타늄 자원이 매장되어 있다.

## 개요
회장석으로 구성된 회장암(Anorthosite)은 사장석의 함량이 90% 이상이고 고철질 광물의 함량이 10% 미만인 심성암을 지칭한다. 하동-산청 회장암체의 생성과 관련된 연대 측정 결과에 의하면, 하동-산청 회장암은 대표적 회장암의 분류유형 중 원생대 지괴형 회장암(Proterozoic massif-type anorthosite)에 해당되는 것으로 해석되었다.
하동-산청 회장암체는 산청군 산청읍에 분포하는 중생대 쥐라기의 섬장암을 경계로 북서쪽의 산청 회장암체와 남쪽의 하동 회장암체로 구분되는데, 철-티타늄 광체는 하동 회장암체 내에서만 확인되었다.

### 연구 역사
하동-산청 지역에 분포하는 회장암체는 대한제국 시기 일본인 지질학자 고토 분지로(小藤 文次郎)에 의하여 최초로 기재되었다. 고토 분지로는 1901~1909년 3차례에 걸쳐 한반도 남부 지역의 지질을 조사하고, 하동-산청 지역의 회장암을 마그마 분화작용의 결과로 추정하였으며 변반려암(變斑糲巖, Metagabbro)으로 간주하였다.
진교 지질도폭(1965)에 의하면 북천면 직전리에서 화정리와 옥종면 청룡리의 옥산(614 m)을 거쳐 북쪽으로 이어지며 더 남쪽인 고전면 일기마을 지역에도 소규모 분포한다. 회장암은 화성 관입암으로 회장암이 분포하는 지역에 인접하여 섬록암이 수반되어 회장암과 섬록암은 동일 암장(巖漿)에서 분화된 것으로 추정된다. 회장암은 분포지 서부의 우백화강암질 편마암과 동부의 각섬석 편마암을 관입하고 경상 누층군 낙동층의 기저 역암층에 의해 부정합으로 덮힌다. 회장암은 주로 사장석으로 구성되며 각섬석을 수반한다.
단성 지질도폭(1968)에 의하면 옥종면 청룡리, 월봉산(348 m), 옥종면 안계리, 정개산(520 m), 옥종면 두양리를 지나 산청군으로 이어지며 분포지의 평균 폭은 2 km 정도이다. 회장암 분포지 서부에서는 흑운모 편마암, 우백화강편마암, 메타텍틱편마암과 접하며 동부에서는 각섬석 편마암과 접하는데 운모편암 등 기존 암석을 포획한다.
손치무와 정지곤(1972)은 회장암체를 산청군 금서면을 중심으로 분포하는 북부암체(산청암체)와 산청군 산청읍 내리에서 시작해 하동군 북천면 직전리까지 이어지는 연장 30 km, 평균폭 2 km의 남부암체(옥종암체)로 구분하였다. 그리고 남부암체(옥종암체)의 분포는 북천면 직전리에서 섬록암에 의해 일단 중단되나 더 남쪽의 하동군 진교면 백련리의 안심마을 지역에서 소규모로 출현하는데(이는 진교 지질도폭(1965)에서도 보고되었다.) 이를 진교암체(辰橋巖體)로 명명하였다. 야외 관찰 결과 회장암은 암질이 균일하지 않고 유색광물의 함량이 변하며 동일 암체 내에서도 곳에 따라 화학성분이 다르다. 14개 시료를 채취해 분석한 결과 산화 철(III)의 함량은 산청암체 0.12~1.00 %, 옥종암체 0.41~9.24 %로 후자가 더 높다. 회장암은 사장석이 대부분이고 약간의 각섬석, 흑운모, 녹니석, 견운모, 티탄철석 등으로 구성된다. 회장암의 성인(成因)에 대해 손치무와 정지곤은 교대 작용이 주 역할을 하였다고 추정하였다.
정지곤(1982)은 이 회장암체을 하동-산청 회장암체로 명명하였다. 정지곤은 회장암체를 판(sheet) 형태로 분포하는 남부의 하동 회장암체와 돔(dome) 형태로 분포하는 북부의 산청 회장암체로 구분하였다. 산청 회장암체의 동-서 방향 최대 폭은 16 km이며 하동 회장암체의 평균 폭은 2.5 km이다. 산청 회장암체는 산청군 금서면의 왕산(925 m), 필봉산(850 m)을 중심으로 분포하며, 하동 회장암체는 웅석봉(1,100 m)~정개산(520 m)~옥산(614 m) 지역에 대상으로 분포한다. 정지곤은 회장암체를 분화시킨 염기성 마그마의 조성을 분석하고 철, 티타늄 등의 성분이 농집될 가능성을 제시하였다.

### 형성 과정
정지곤(1987)에 의하면 판상의 하동 회장암체는 돔 형태의 산청 회장암체에 비해 더 높은 압력 하에서 형성되었으며 마그마는 분화 초기 알칼리 현무암질 성분이었다가 분화가 진행되면서 주변 암체와 성분이 혼합되며 준알칼리 성분으로 변하였다.

### 절대 연령
권성택과 정지곤(1990)은 사마륨-네오디뮴(Sm-Nd) 동위원소법에 의해 1678±90 Ma (고원생대 스타테로스기~중원생대 칼리마기)의 관입 시기를 보고하였으나 박계헌(2000)은 권성택과 정지곤의 연대가 사장석과 우흑질 부분을 전암과 함께 계산한 것이며 회장암 자체가 변성 작용을 받았기 때문에 이를 변성연대로 해석하였다. 박계헌 외(2001)는 회장암질암 내 함티타늄 회장암질암체에서 분리한 석류석, 사장석 및 기타 유색광물에 대한 사마륨-네오디뮴(Sm-Nd) 동위원소 분석을 통해 최초 생성 연대를 1792±90 Ma (고원생대 오로세이라기~스타테로스기)로 보고하였다. 이는 세계적으로 보고된 원생대 회장암에 속한다.

### 치노카이트
지리산 편마암 복합체 중 사방휘석을 특징적으로 함유하는 화강암질 내지 화강섬록암질 암석인 차노카이트(charnockite)는 중앙부에 분포하는 하동-산청 회장암체 서쪽에 접촉하여 분포한다. 치노카이트 암체는 기존에 진교 지질도폭(1965) 및 단성 지질도폭(1968)에서 흑운모 편마암, 메타텍틱 편마암 및 안구상 편마암으로 분류되었던 암석을 김동연 외(1998)가 차노카이트 내지 차노카이트질 암석으로 확인하여 분류하였다. 폭 3 km, 연장 12 km 규모의 차노카이트 암석은 서부의 괴상 차노카이트와 동부의 엽리상 차노카이트로 구분되며 주요 구성광물은 석영, 미사장석, 사장석, 사방휘석, 석류석이며 그 원암은 성분상 화강섬록암에서 석영 몬조나이트에 대비된다. 차노카이트의 전암-석류석에 대한 사마륨-네오디뮴(Sm-Nd) 동위원소 연대는 1820±11 Ma, 전암-흑운모에 대한 Rb-Sr 연대는 1123±22 Ma로 측정되어 차노카이트의 주 변성연대는 고원생대이며 저온의 열적 작용이 중원생대에 중첩되었음을 지시한다. 차노카이트 전암 및 석류석에 대한 사마륨-네오디뮴(Sm-Nd) 연대측정 결과는 괴상 차노카이트 1827±32 Ma, 엽리상 차노카이트 1820±22 Ma (고원생대 오로세이라기~스타테로스기)이다. 치노카이트와 회장암의 연대가 오차범위 내에서 일치하여, 차노카이트의 생성에 회장암질 마그마의 관입이 주된 열원(熱源)으로 작용하였을 가능성을 지시한다.

## 산청 회장암체
산청 회장암체는 산청군 금서면의 왕산(925 m), 필봉산(850 m)을 중심으로 산청군 금서면, 산청읍, 생초면 일대에 돔(dome) 형태로 분포한다. 강지훈과 이덕선(2015)은 산청 회장암체를 엽상형 산청 회장암(SA), 철-티타늄 광체(FTO), 고철질 백립암(MG)으로 구분하고, 이들이 동일 시대 동일 기원의 마그마의 분화 작용을 통해 연속적으로 형성된 것으로 보고하였다.

### 암상
안의 지질도폭(1968)에 의하면 조장석으로만 구성되고 풍화에 약해 노두가 별로 없으며 산청 지질도폭(1970)에 의하면 산청 회장암체에 해당하는 산청읍 북부 지역에서는 각섬석, 녹니석 등 녹색 광물로 구성된 부분과 순수한 사장석으로 구성된 부분이 교호하며 백색의 순수한 사장석만으로 구성된 회장암이 우세하다.

### 광체
산청 회장암체 서부인 산청군 금서면 방곡리 지역의 회장암에는 철-티탄 광체와 고철질 백립암이 발달한다. 광체는 남-북 방향의 방곡천과 동-서 방향의 상사계곡에 집중 분포하며, 대략 남-북 방향으로 회장암질암을 관입한다. 고철질 백림암은 상사계곡 남쪽과 자혜리 큰쌍재골에서 발견되며, 내부에 유색광물의 배열에 의한 엽리가 발달한다. 고철질 백립암은 회장암 내로 주입되고 연장되어 광체로 변화하며 철-티탄 광체와 동일한 티탄철석이 산출되어 이 백립암은 철-티탄 광체의 기원암으로 추정된다. 철-티탄 광체에 발달하는 엽리는 대체로 남-북 주향에 서쪽으로 중각 내지 저각 경사하며 광체는 심한 연성 변형을 받아 연장과 폭이 불규칙하다.
산청군의 하동-산청 회장암체
- 산청군 금서면 자혜리 화계오봉로 도로변 (이하 동일)

## 하동 회장암체와 철-티타늄 광체
하동 회장암체는 웅석봉(1,100 m) 군립공원 지역에서 시작하여, 산청군 단성면 백운리, 자양리, 하동군 옥종면 두양리, 정개산(520 m), 종화리, 청룡리, 옥산(614 m)을 지나 하동군 북천면 화정리와 직전리 지역까지 이어지며 연장은 30 km, 폭은 2~10 km 정도이다.
하동 지역에 분포하는 회장암체 내에 유색광물이 우세한 부분에 티탄철석이 주로 산출하는 함 철-티탄 광체가 발달한다. 철-티타늄 광체가 분포하는 대표적인 지역으로 하동군 옥종면 청룡리, 월횡리, 종회리 지역이 있다. 이들 지역의 철-티타늄 광체 노두의 이산화 타이타늄(TiO2) 품위는 0.25~21.1% (평균 6.19%)이며, 전체 철 함량은 평균 22.7%, P2O5 평균함량은 1.02%로 보고되었다.
하동 회장암체 내의 철-티타늄 광체는 정지곤 외(1989)에 의해 처음 발견되었다. 회장암질암은 괴상형, 층상형, 간극누적형, 엽상형으로 구분되는데 정지곤 외는 티탄철석을 함유한 노두가 간극누적형 회장암질암에 국한되며, 하동군 북천면 직전리에서 산청군 단성면 자양리까지 폭 2~10 m, 연장 14 km 정도로 발달하는 것을 확인하였다. 또한 하동 회장암체 내에 분포하는 광체를 함철-티타늄 광물의 산출특성에 따라 산점상, 층상, 괴상으로 분류하였다. 산점상은 회장암질암 전체에 걸쳐 미립(微粒)의 형태로, 층상형은 티탄철석이 유색광물과 함께 수 밀리미터~수 센티미터 두께로 담색층과 교호하며, 괴상형은 광석광물이 밀집되어 덩어리 형태로 산출된다. 층상형은 하동군 북천면 직전리, 서황리, 옥종면 정수리 지역에서, 괴상형은 단성면 자양리~북천면 직전리 지역에서 확인되었다. 티타늄 광체는 마그마 분화의 후기 과정에서 형성된 것으로 추정된다.
회장암체에서 산출되는 광석광물은 티탄철석이 95% 이상을 차지하며 이외에 자철석, 금홍석, 침철석(針鐵石) 등이 산출된다. 또한 하동군 옥종면 정수리의 옥산(614 m) 동측 사면에는 세륨, 란타넘, 네오디뮴, 프라세오디뮴, 사마륨, 이트륨 등의 희토류 원소가 농집된 갈렴석이 발견되었다.
한국지질자원연구원에 의해 1990~1992년 사이에 함 티탄철석 하동 회장암체에 대한 12개 공 1,630 m의 시추탐사 결과 이산화 타이타늄 3.36~4.04% 8,667,950 톤으로 보고하였다. 이 조사에서 품위가 낮아 경제성이 없는 것으로 확인되었으나 이는 전체 회장암 분포 지역의 3분의 1만 조사한 것이다. 하동 회장암체의 티탄철석 광체는 회장암의 분류 중 간극누적형 및 층상형 회장암에 한해서 산출된다고 보고되었다.
정재성 외(2010)는 철-티타늄 광체 중 맥상 광체는 회장암체가 고화된 후 관입하였으며 층상 광체는 후기의 강력한 우수향 연성 전단 작용에 의해 규모가 큰 맥상 광체가 압쇄암화(mylonitization) 되고 전단엽리와 평행하게 전위된 것으로 해석하였다. 또한 정재성 외는 기 보고된 3개 지점의 광체 노두(월횡리, 자양리, 태소 광체) 외에 5개의 새로운 광체를 발견하여 기재하였으며 정지곤 외(1989)의 보고와 달리 광체가 간극누적형 회장암에만 국한되지 않는다고 보고하였다.
이인경 외(2017)에 의하면 청룡리, 월횡리, 종회리 3개 지역에 발달하는 철-티탄 암맥상 광체 내에는 함-철 산화광물인 자철석, 티탄철석과 함께 함티타늄 광물(금홍석, 티타나이트)과 자류철석, 황철석, 황동석, 섬아연석 등 소량의 황화 광물이 수반하여 산출된다.

### 직전리 광체
하동군 북천면 직전리에는 과거 소규모로 채광되었던 채석장이 도로변에 위치한다. 하동 회장암체의 분포가 중단되는 이 지역에는 회장암 분포지 남측에 중생대 트라이아스기(227.3±1.9 Ma)의 섬록암이 분포하는데 이 섬록암에도 티타늄 광체가 발달하는 것이 곽지영과 최진범(2014)에 의해 최초로 확인되었다. 티탄철석 광체가 발달하는데 섬록암 내 광체에서 산출되는 티탄철석 내에는 티탄철석-산화철, 금홍석-산화철 간의 용리(溶離, exsolution) 조직이 관찰되며 이는 섬록암의 관입으로 인한 열에 부분적으로 재용융이 일어난 후 냉각 과정에서 형성된 것으로 추정된다.

### 청룡리 광체
하동군 옥종면 청룡리의 광체는 약 30×7 m 넓이의 하천 바닥에 있으며 노두의 서측과 동측에 12~13 m 이상의 폭으로 2매의 철-티타늄 광체가 나타난다. 두 광체 사이에는 희미한 엽리를 보이는 회장암이 있으며 이 회장암과 서측 광체 사이에 폭 10 cm, 주향 남-북에 서측으로 79° 경사하는 전단대가 발달한다. 광체는 회장암체 내에 주향 북서 12°, 경사 북동 75°, 폭 20 m의 반려암질 형태로 발달한다. 티탄철석과 함께 각섬석, 석류석 등이 산출되며 광체 내에 회장암이 포획되어 있다.

### 월횡리 광체
하동군 옥종면 월횡리의 광체는 가장 규모가 크며 호계천 하천과 도로변에 노출되어 있다. 한국동력자원연구소(현재의 한국지질자원연구원) 김수영 외(1990, 1991)는 이 지역을 조사하고 3개 시추공(심도 630 m)을 개설하여 평균품위 이산화 타이타늄 4.01 wt.%인 광석 6백만 톤을 확보하였다. 또한 2000년대 초반에 KDR 신소재 개발원에서 갱내 채광으로 광석을 소량 생산하였으나 현재는 채광이 중단되었다. 고상모(2003, 2010)에 의하면 월횡리 지역의 티타늄 광체의 품위는 지표광체가 이산화 타이타늄 1.82~6.75 wt.%, 산화 철(III) 4.33~9.44 wt.%, 갱내에서 채취한 광석은 이산화 타이타늄 2.86~20.34 wt.%, 산화 철(III) 6.00~13.04 wt.%이다. 3매의 티타늄 광체는 맥상과 성층형으로 산출되며 주향 북동 20~40°, 경사 북서 50~70°, 폭 10~50 m, 연장 약 100 m로 발달한다. 광체의 품위는 이산화 타이타늄 1.0~6.0 wt.%, 최고 20 wt.%이다. 갱도의 총 연장은 400 m이며 270 m 지점에서 최고 품위의 광체가 주향 북동 70~80°, 경사 북서 40~55° 방향으로 발달하는데 이는 북동 50° 방향의 우향 역단층에 의해 잘려 약 20 m 변위되어 있다.
이인경 외(2017)에 의하면 월횡리의 광체는 청룡리의 광체와 유사한 반려암질 형태이다. 광체와 회장암체의 서측 경계는 북서 10°, 북동 80° 방향으로 매우 뚜렷하게 발달하며 동측 경계는 회장암체 내로 유색광물이 주입된 매우 불규칙한 돌기(突起, apophysis) 형태로 관입해 있다. 월횡리 광체는 타 지역에 비해 철-티타늄 광물이 상당히 부화(富化)되어 있다.
하동-산청 회장암체, 월횡리 지역
- 하동군 옥종면 호계천로 288
북위 35° 11′ 51.5″ 동경 127° 51′ 54.5″ / 북위 35.197639°  동경 127.865139°
- 북위 35° 11′ 51.5″ 동경 127° 51′ 47.0″ / 북위 35.197639°  동경 127.863056°
- 호계천로 도로변
- 호계천로 도로변
- 호계천로 도로변
북위 35° 11′ 54.0″ 동경 127° 51′ 40.0″ / 북위 35.198333°  동경 127.861111°
- 호계천로 도로변
북위 35° 11′ 50.5″ 동경 127° 52′ 01.0″ / 북위 35.197361°  동경 127.866944°

### 종회리 광체
하동군 옥종면 종회리의 광체는 회장암체 내에 주향 북동 12°, 경사 북서 58° 방향의 암맥 형태로 발달하며 접촉 경계부에 전단대가 형성되어 있다. 광체 내에는 회장암이 포획되어 있으며 절리가 발달한다. 이 광체는 청룡리와 월횡리의 광체에 비해 전단 작용을 심하게 받아 주향 북서 17°, 경사 남서 82° 방향의 전단 엽리가 발달한다.

### 두양리 광체
하동군 옥종면 두양리~산청군 단성면 자양리 지역에는 과거에 개발되었던 고령토 광산이 잔존하며 자양리 광체와 태소 광체가 분포하며 북동 20~30° 방향으로 연결된다. 단성면 자양리 섬말 마을(북위 35° 15′ 56″ 동경 127° 53′ 11″ / 북위 35.26556°  동경 127.88639° )의 자양리 광체는 1~33 m의 다양한 폭을 보이며 총 9매 산출된다. 이 지역의 회장암체는 괴상, 층상, 엽리상 회장암이 혼재되어 있으며 광체는 도로변에 노출되어 있어 관찰이 용이하다. 광석의 품위는 이산화 타이타늄 0.28~3.98 wt.%, 산화 철(III) 5.01~14.83 wt.%이다. 단성면 자양리 태소 마을 서편(북위 35° 16′ 17″ 동경 127° 53′ 16″ / 북위 35.27139°  동경 127.88778° )의 태소 광체는 골짜기를 따라 노두가 관찰되며 엽리상 회장암 내에 거의 압쇄되어 고품위 광체를 형성하는 층상 회장암이 수 매 교호한다. 광체의 두께는 45 m 내외로 광석의 품위는 이산화 타이타늄 1.77~5.20 wt.%, 산화 철(III) 6.43~15.28 wt.%이다. 자양리 북쪽 덕천강 하상에는 엽상형 회장암 내에 약 10 cm 폭의 소규모 맥상 광체가 관찰된다.

### 백운계곡 광체
산청군 단성면 백운리 백운계곡 하상에 출현하는 광체는 자양리/태소 광체가 북쪽으로 연장된 것으로 추정된다. 이곳에는 다양한 두께의 철-티타늄 광체가 회장암과 교호하며 최소 10매 이상 나타난다. 이곳의 광체는 심한 전단 작용을 받아 압쇄암화 되었으며 소규모의 취성 전단대가 함께 관찰된다.

### 대현촌 광체
산청군 단성면 청계리 청계저수지 북측 대현촌의 광체는 소규모 맥상 광체로 약 30~40 cm 폭에 50 m 길이로 단속적으로 출현한다. 회장암의 엽리를 절단하고 세맥 형태로 불규칙하게 관입해 있다.

## 기타 지하자원
하동군 북천면 화정리 상촌마을 지역에는 회장암 내에 금 광상(상촌광상)이 발달한다. 하동 상촌광상은 회장암 내 발달하는 단층파쇄대를 충전하는 석영맥으로 폭 0.3 m의 단일맥인 광맥의 주향은 남-북 방향에 동쪽으로 80° 경사진다. 황철석, 황동석, 방연석, 섬아연석, 유비철석, 호박금 등의 광물이 산출된다.

## 같이 보기
- 회장암(en:Anorthosite)
- 한국의 지질
  - 하동군의 지질
  - 산청군의 지질